# Piper chrysoneurum
Piper chrysoneurum är en pepparväxtart som beskrevs av William Trelease. Piper chrysoneurum ingår i släktet Piper och familjen pepparväxter. Inga underarter finns listade i Catalogue of Life.